# Arbeitsgemeinschaft für demokratische Politik
Die Arbeitsgemeinschaft für demokratische Politik (AFP) ist eine politische Partei in Österreich; sie ist auch als Verein unter dem Namen Aktionsgemeinschaft für Politik organisiert. Ihr Schwergewicht liegt auf „ideologisch-kulturelle[r] Arbeit mit ausgesprochen rechtsextremer Tendenz“. Nach Einschätzung des österreichischen Bundesamts für Verfassungsschutz und Terrorismusbekämpfung aus dem Jahr 2006 war sie damals das „aktivste Sammelbecken der organisierten rechtsextremen Szene in Österreich“.  Sie erfüllte auch jahrelang europaweit eine wichtige verbindende Funktion im rechtsextremen Lager, vor allem über Veranstaltungen.
Die AFP wurde 1963 unter dem Namen Arbeitsgemeinschaft für Politik gegründet. 1973 erfolgte infolge einer Veranstaltungsreihe mit Manfred Roeder und hiernach ausgelösten juristischen Konsequenzen die Umbenennung in Aktionsgemeinschaft für Politik. 1975 erfolgte die Umbenennung in Arbeitskreis für Zeitgeschehen. Heute firmiert sie unter dem Namen Arbeitsgemeinschaft für demokratische Politik (AFP). In ihren Publikationen zeigen sich immer wieder Beiträge mit neonazistischer und geschichtsrevisionistischer Agitation. Ein zentrales Anliegen der AFP ist die Bekämpfung des NS-Verbotsgesetzes.
Die AFP selbst verfügt zwar stets nur über wenige Aktivisten, unterhielt aber zahlreiche Verbindungen zu Gruppen, Personen und Publikationen der extremen Rechten im In- und Ausland. Dadurch übernahm sie eine integrative Funktion im Lager der Rechtsextremisten. Die AFP tritt nicht selbst zu Wahlen an, sondern ruft zur Unterstützung der FPÖ auf, zu der sie nach Erkenntnissen des Dokumentationsarchiv des österreichischen Widerstandes (DÖW) auch gute Kontakte unterhält. Theoretischer Vordenker der AFP war der 1932 geborene Publizist Konrad Windisch. Sie veranstaltet Lesungen, Konzerte, Diskussionsabende und andere Veranstaltungen. Von 1966 bis 2015 fand die Politische Akademie der AFP statt, bei der sich verschiedene rechtsextreme, deutschnationale und neonazistische Persönlichkeiten trafen. Auch FPÖ-Funktionäre traten dort mehrmals als Referenten auf. Diese Veranstaltung hatte eine wichtige Integrationsfunktion für die rechtsextreme Szene in Österreich.
Ihre Publikationsorgane sind der Wiener Beobachter und die Kommentare zum Zeitgeschehen, beide Blätter erscheinen weiterhin mehrmals jährlich (Stand: 2019). In Wien-Ottakring verfügte die AFP über Räumlichkeiten, die 1992 von Freiherr-von-der-Trenck-Heim in Dr.-Fritz-Stüber-Heim umbenannt wurden, nachdem dort im Januar des Jahres die 20-köpfige, bewaffnete Wehrsportgruppe Trenck unter Gottfried Küssel von der Polizei ausgehoben wurde.
Der Bund freier Jugend fungierte als Jugendorganisation der AFP. Er wurde im für den Verfassungsschutzbericht 2006 maßgeblichen Beobachtungszeitraum immer stärker in die Vorbereitung und Durchführung von Aktivitäten der AFP miteinbezogen, was vom Verfassungsschutz als Zeichen für das Fortschreiten des Generationenwechsels bei den führenden Aktivisten der etablierten rechtsextremen Szene gewertet wurde. Der Befund zu dessen zentraler Rolle innerhalb des zeitgenössischen Rechtsextremismus gilt mittlerweile allerdings, ebenso wie für die Mutterorganisation, als überholt: In jüngeren Verfassungsschutzberichten taucht die Organisation nicht mehr auf.
Die Beantwortung einer Anfrage der SPÖ-Nationalratsabgeordneten Sabine Schatz durch den damaligen Innenminister Herbert Kickl (FPÖ) im ersten Quartal 2018 konnte keine aktuellen Aufschlüsse über die derzeitigen Aktivitäten der AFP zutage führen.